# Tubo de Thiele

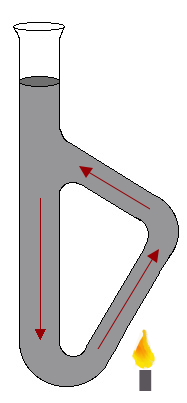
Diagrama de un tubo de Thiele: las flechas rojas muestran la dirección de las corrientes de convección.

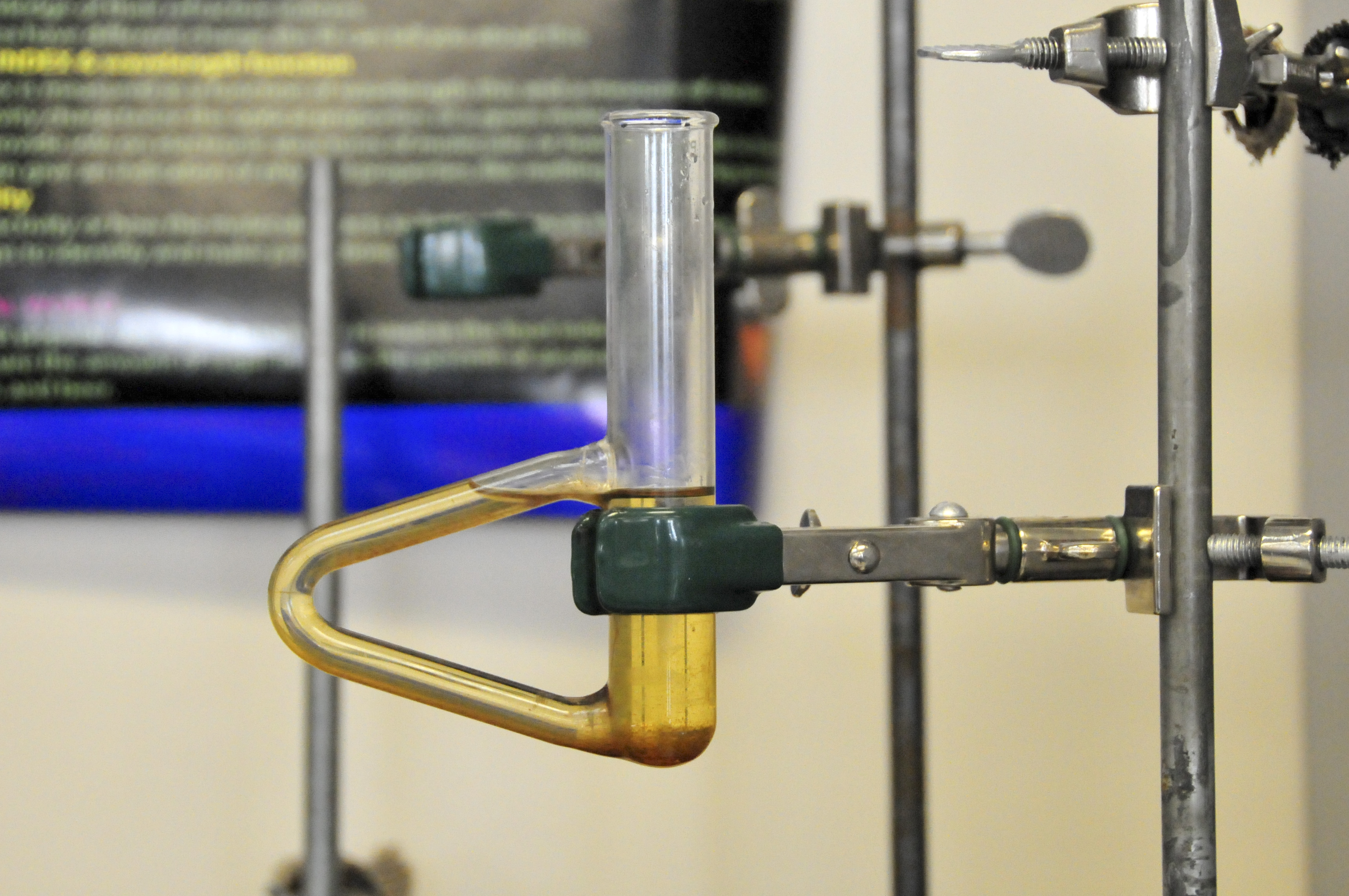
Fotografía de un tubo de Thiele. El nivel de aceite inicialmente está un poco bajo para compensar la expansión de volumen cuando comience a calentarse.

El tubo de Thiele, llamado así por el químico alemán Johannes Thiele, es un aparato de laboratorio fabricado en vidrio, diseñado para contener y calentar un baño de aceite mineral o glicerina y se utiliza comúnmente en la determinación del punto de fusión de una sustancia. El aparato se asemeja a un tubo de ensayo de vidrio con un asa o brazo lateral.

## Operación
El aceite se vierte en el tubo, y luego el "asa lateral" o "mango" se calienta, ya sea mediante una pequeña llama o algún elemento de calefacción. La forma particular del tubo de Thiele permite que el aceite circule gracias a la corriente de convección formada, lo que produce un baño de aceite con una temperatura casi uniforme.

## Determinación del punto de fusión
La muestra se encierra en un tubo capilar cerrado, unido a un termómetro con una banda de caucho, que se encuentra inmerso en el tubo. Cuando se inicia el calentamiento, se pueden observar el rango de temperaturas para el cual se funde la muestra. Durante dicho calentamiento, el punto en el que se observa la fusión, mientras la temperatura permanece constante, es el punto de fusión de la muestra. Un método más moderno utiliza un equipo específico conocido como aparato de punto de fusión.

## Determinación del punto de ebullición
La muestra se introduce en un tubo de fusión que se une a un termómetro con una banda de goma, y se sumerge en el tubo. Un capilar sellado abierto por su parte inferior se coloca en el tubo de fusión. El tubo de Thiele se calienta, los gases disueltos son liberados por la primera muestra. Una vez que la muestra comienza a hervir, la calefacción se detiene, y la temperatura comienza a caer. La temperatura a la que se aspira la muestra líquida en el capilar sellado es el punto de ebullición de la muestra.